# Магистрала 33 на САЩ
Магистрала 33 на САЩ (на английски: United States Route 33) е пътна магистрала, част от Магистралната система на Съединените щати преминаваща през щатите Индиана, Охайо, Западна Вирджиния и Вирджиния. Обща дължина 726,4 мили (1168,9 km), от които най-много в щата Западна Вирджиния 248,0 мили (399 km), най-малко – в щата Индиана 106,2 мили (170,9 km).
Магистралата започва в центъра на град Елкхарт, разположен в северната част на щата Индиана, насочва се на югоизток, пресича североизточната част на щата и на 70 km след град Форт Уейн навлиза в щата Охайо. Тук магистралата пресича щата в югоизточно направление на протежение от 381 km, като преминава през 8 окръжни центъра, в т.ч. през столицата Кълъмбъс и след окръжния център Помърой преодолява река Охайо и навлиза в щата Западна Вирджиния. В този участък има източно направление, преминава през 7 окръжни центъра, пресича северната част на планината Апалачи и навлиза в северозападната част на щата Вирджиния. Тук посоката ѝ отново става югоизточна, преминава през 3 окръжни центъра и след 218 km завършва в центъра на столицата на щата град Ричмънд.
| Щат     | мили  | km     | Градове (центрове на окръзи), граници, реки и др. | Щат               | мили  | km     | Градове (центрове на окръзи), граници, реки и др. |
| ------- | ----- | ------ | ------------------------------------------------- | ----------------- | ----- | ------ | ------------------------------------------------- |
| Индиана |       |        |                                                   | Западна Вирджиния | 343,0 | 552,0  |                                                   |
|         | 0,0   | 0,0    | гр. Елкхарт                                       |                   | 0,0   | 0,0    | граница с Охайо, Охайо                            |
|         | 7,2   | 11,6   | гр. Гаушън                                        |                   | 0,0   | 0,0    | граница с Кентъки, р. Охайо                       |
|         | 61,9  | 99,6   | гр. Форт Уейн                                     |                   | 31,0  | 49,9   | гр. Рипли                                         |
|         | 95,9  | 154,3  | гр. Дикейтър                                      |                   | 57,0  | 91,7   | гр. Спенсър                                       |
|         | 106,2 | 170,9  | граница с Охайо                                   |                   | 97,0  | 156,1  | гр. Гленвил                                       |
| Охайо   | 106,2 | 170,9  |                                                   |                   | 125,0 | 201,1  | гр. Уестън                                        |
|         | 0,0   | 0,0    | граница с Индиана                                 |                   | 138,0 | 222,0  | гр. Бъкханън                                      |
|         | 37,2  | 59,9   | гр. Уапаконета                                    |                   | 164,0 | 263,9  | гр. Елкинс                                        |
|         | 67,2  | 108,1  | гр. Белфаунтън                                    |                   | 223,0 | 358,8  | гр. Франклин                                      |
|         | 93,4  | 150,2  | гр. Мерисвил                                      |                   | 248,0 | 376,9  | граница с Вирджиния                               |
|         | 123,7 | 199,1  | гр. Кълъмбъс                                      | Вирджиния         | 591,0 | 951,0  |                                                   |
|         | 152,6 | 245,5  | гр. Ланкастър                                     |                   | 0,0   | 0,0    | граница със Западна Вирджиния                     |
|         | 172,2 | 277,2  | гр. Логан                                         |                   | 22,0  | 35,4   | гр. Харисънбърг                                   |
|         | 199,1 | 0320,4 | гр. Атънс                                         |                   | 53,1  | 85,4   | гр. Станърдевил                                   |
|         | 221,2 | 356,0  | гр. Помърой                                       |                   | 87,6  | 141,0  | гр. Луиза                                         |
|         | 236,8 | 381,1  | граница със Западна Вирджиния, р. Охайо           |                   | 135,4 | 217,9  | гр. Ричмънд                                       |
|         |       |        |                                                   | Общо              | 726,4 | 1168,9 |                                                   |